# Culicoides rostratus
Culicoides rostratus är en tvåvingeart som beskrevs av Wirth och Blanton 1956. Culicoides rostratus ingår i släktet Culicoides och familjen svidknott.
Artens utbredningsområde är Panama. Inga underarter finns listade i Catalogue of Life.